# Glenearn-Klasse
Die Glenearn-Klasse, vereinzelt auch Glenroy-Klasse der britischen Reederei Glen Line wurde ab 1938 in acht Einheiten gebaut. Die Kombischiffe dieser Klasse bildeten die Basis mehrerer Nachkriegsbaureihen der Reedereigruppe Alfred Holt & Company.

## Einzelheiten
Die Schiffe der Glenearn-Klasse wurden in Alfred Holt's Entwurfsabteilung unter der Führung von Harry Flett für den Fernost- und Australiendienst des Tochterunternehmens Glen Line entwickelt. Die einzelnen Einheiten entstanden auf verschiedenen britischen und ausländischen Bauwerften. Der Name der Klasse leitete sich vom Typschiff Glenearn ab. Der Grundentwurf wurde in acht Einheiten gebaut, denen nach Kriegsende zwei Nachbauten folgten. Das Grundkonzept der Glenearn-Klasse bildete die Basis für zahlreiche nachfolgende Klassen, wie die in großen Teilen vergleichbar ausgelegten Schiffe der A-Klasse, H-Klasse, P-Klasse, Nestor-Klasse und M-Klasse. Der Zeitraum, in dem Alfred Holt-Schiffe all dieser Klassen einsetzte, erstreckte sich bis weit in die 1970er Jahre und prägte somit das Erscheinungsbild der Konzernflotte über mehrere Jahrzehnte. Auch die einzelnen Schiffe blieben jeweils durchweg lange im Liniendienst der verschiedenen Tochterreedereien, bevor sie veräußert wurden.

## Technische Beschreibung
Die Glenearn-Klasse-Schiffe waren als Kombischiffe mit mittschiffs angeordneten Aufbauten gebaut und verfügten über 18 Passagierplätze. Ab Mitte der 1960er Jahre stellte man die Passagiertransport weitestgehend ein, die Passagiereinrichtungen blieben ungenutzt und die Einheiten wurden als herkömmliche Stückgutschiffe weiterbetrieben. Die Schiffe besaßen eine Tragfähigkeit von rund 9600 Tonnen, sechs Laderäume mit Kühlladeräumen und Süßöltanks. Der Ladungsumschlag erfolgte mit konventionellem Ladegeschirr. Der Antrieb bestand aus zwei Sechszylinder-Zweitakt-Dieselmotoren des dänischen Herstellers B&W.

## Die Schiffe (Auswahl)

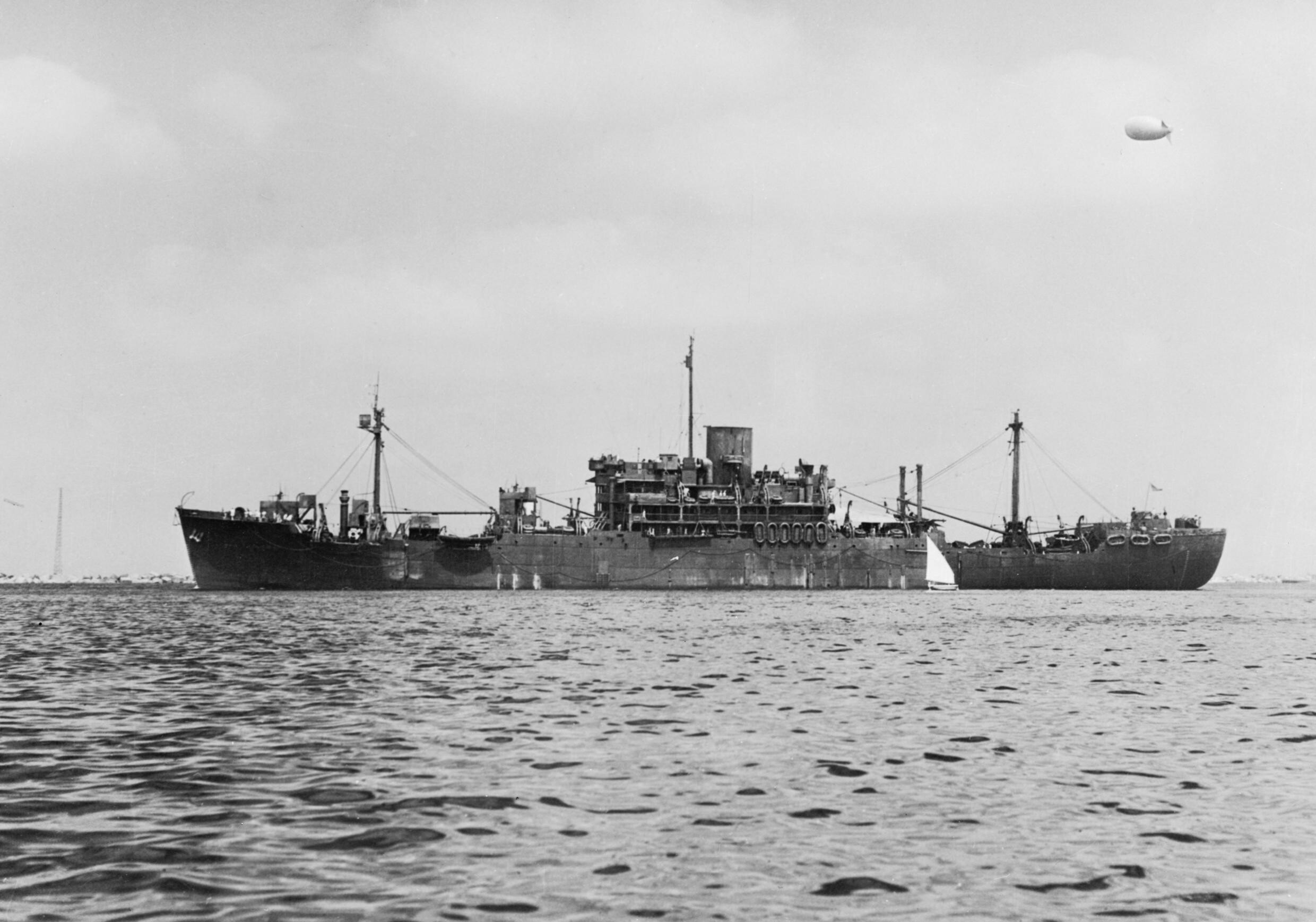
Glengyle als Infantry Assault Ship

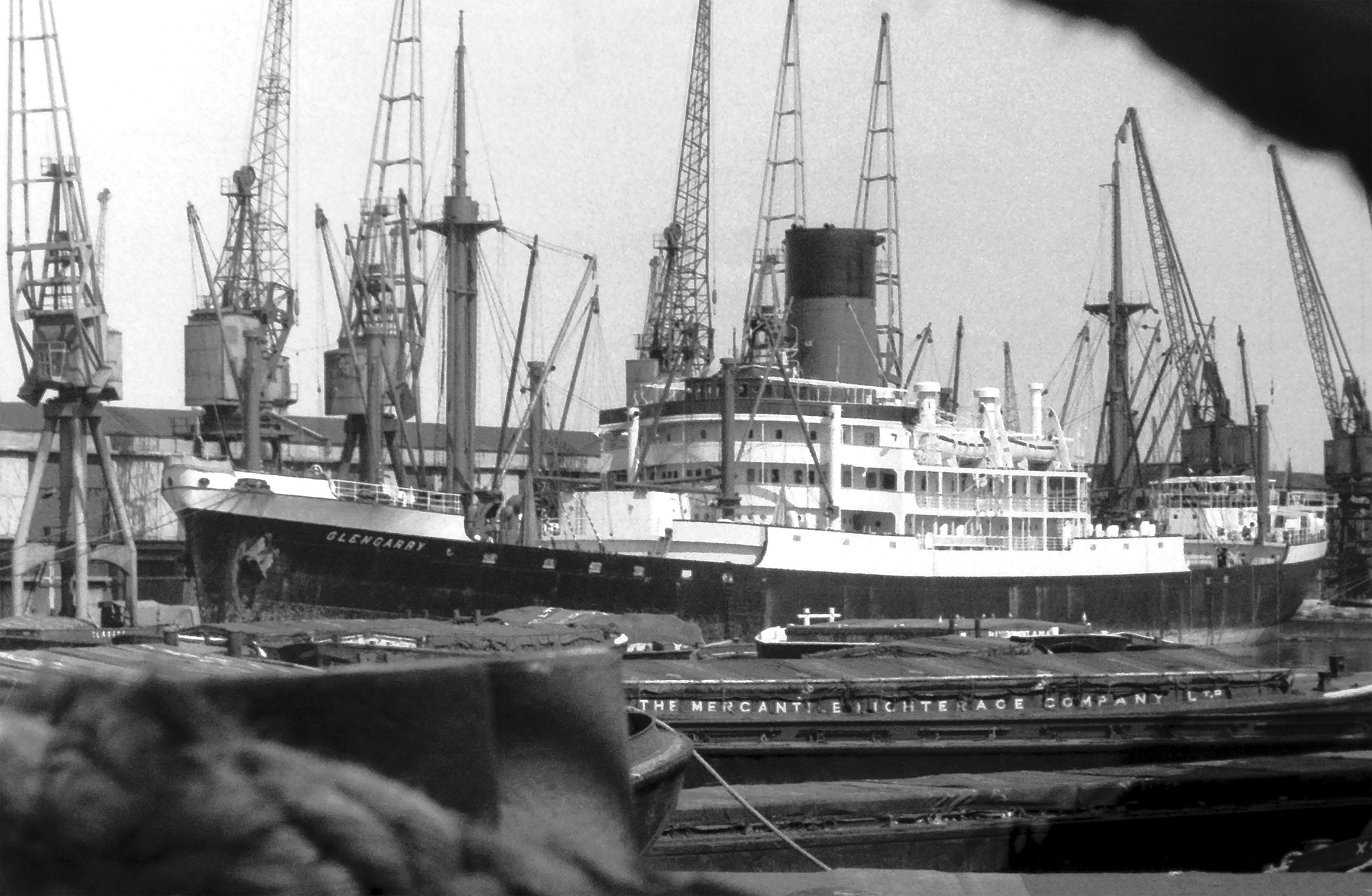
Glengarry 1967 in London

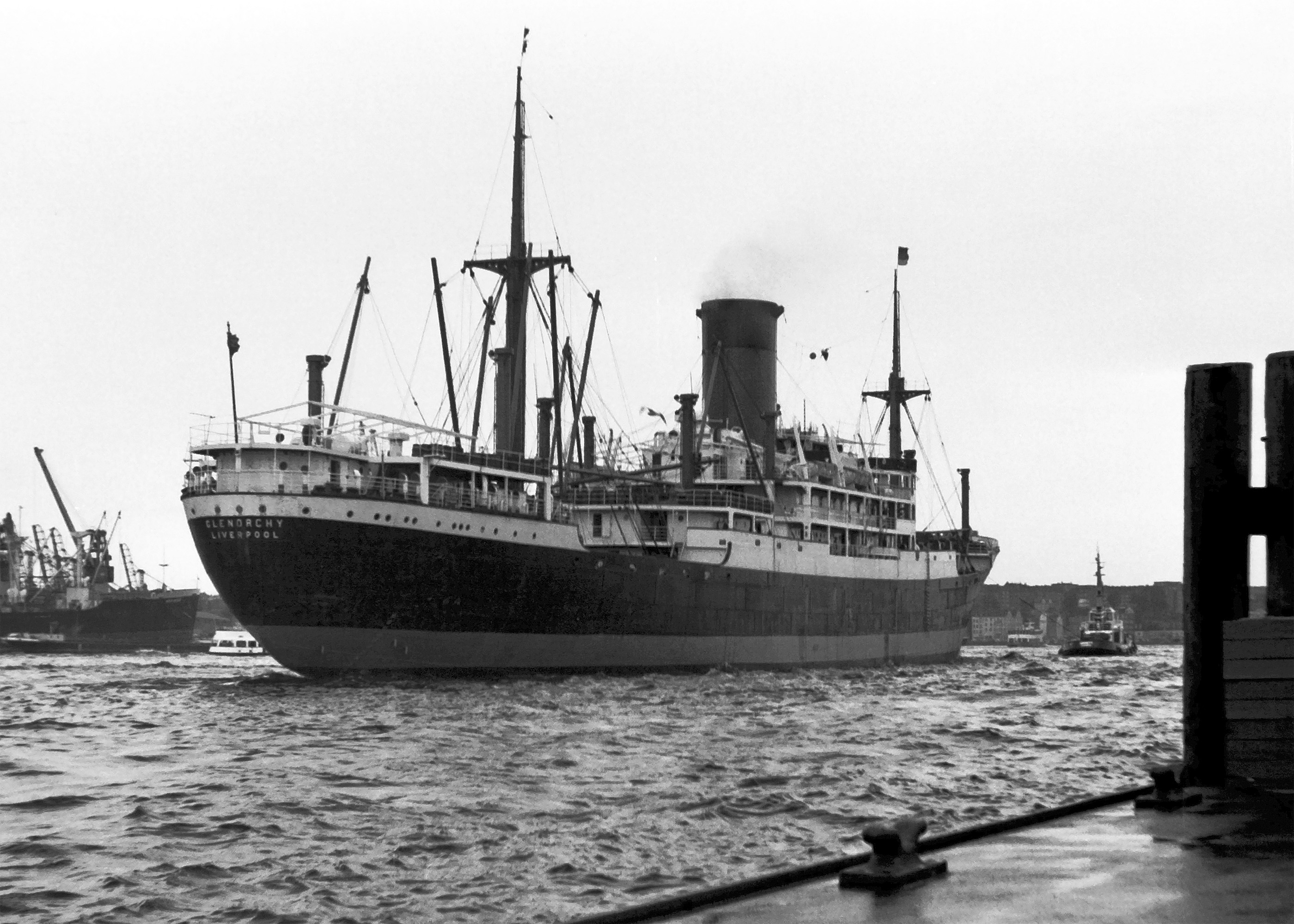
Priam als Glenorchy 1969 in Hamburg

| Schiffsname | Bauwerft / Baunummer                              | IMO Nummer | Stapellauf Indienststellung       | Reederei                | Spätere Namen und Verbleib |
| ----------- | ------------------------------------------------- | ---------- | --------------------------------- | ----------------------- | --- |
| Glenearn    | Caledon Shipbuilding / 368                        | 5311945    | 29. Juni 1938 1938                | Glen Line               | Am 15. Oktober 1939 von der Admiralität übernommen und bis 25. April 1940 zum schnellen Flottenversorger umgebaut, bis 13. Dezember 1940 erneuter Umbau zum Infantry Assault Ship, im April 1941 im Zuge der Evakuierung Griechenlands am Vorschiff beschädigt, von der Griffin nach Alexandria geschleppt und repariert, im Juli 1941 durch die brennend treibende Georgic gerammt, nach Colombo geschleppt und repariert, bei der Landung in der Normandie beschädigt, bis Juli 1944 am Clyde repariert, in Fernost eingesetzt und ab 8. August 1946 bei Smith's Dock in Middlesbrough zum Handelsschiff zurückgebaut, im Dezember 1947 zurück zur Glen Line, im Oktober 1970 zur Verschrottung an Tung Cheng Steel and Iron Works in Kaohsiung veräußert und dort vom 10. Januar bis 28. Februar 1971 verschrottet |
| Glenroy     | Scotts Shipbuilding and Engineering Company / 571 | keine      | 15. August 1938 27. Dezember 1938 | Glen Line               | Im Oktober 1939 von der Admiralität übernommen und zum schnellen Flottenversorger umgebaut, ab 10. Juni 1940 erneuter Umbau zum Infantry Assault Ship, am 12. September 1940 bei Luftangriff auf Liverpool beschädigt und am 24. November 1940 fertiggestellt, am 22. April 1941 im Zuge der Evakuierung Griechenlands vor Alexandria auf Grund gelaufen und erneut repariert, am 23. November 1941 auf der Reise von Alexandria nach Tobruk durch Torpedoangriff aus der Luft beschädigt, von der Carlisle in Schlepp genommen, bei Mersa Matruh auf Grund gesetzt, gehoben, nach Alexandria gebracht und bis November 1942 für Überführung nach Cardiff repariert, bis 21. Februar 1944 zum Landing Ship, Infantry (Large) umgebaut und am 17. Juni 1944 bei der Landung in der Normandie durch Mine beschädigt, in Cardiff bis 20. Januar 1945 repariert und ab 14. August 1946 bei Silly, Cox and Company in Falmouth zum Handelsschiff zurückgebaut, am 27. Mai 1948 zurück zur Glen Line, im September 1966 zur Verschrottung an Ataka and Company in Onomichi veräußert, an Tarumoto Sangyo K. K. weiterverkauft und ab 2. November 1966 in Kure verschrottet |
| Denbigshire | Nederlandsche Scheepsbouw / 269                   | keine      | 29. Oktober 1938 1939             | Glen Line               | 1942 in Valletta in Brand, gelöscht und danach repariert, 1945 Einsatz in der British Pacific Fleet, 1946 zurück zur Glen Line, im Dezember 1967 zur China Mutual Steam Navigation Company, 1968 zur Ocean Steam Ship Company und in Sarpedon umbenannt, am 13. Mai 1969 auf Abbruch an die Tui Cheng Company veräußert, am 11. August 1969 in Kaohsiung eingetroffen und ab Oktober 1969 verschrottet |
| Breconshire | Taikoo Dockyard / 276                             | keine      | 2. Februar 1939 September 1939    | Glen Line               | Im November 1939 von der Admiralität übernommen und zum schnellen Flottenversorger umgebaut, am 23. März 1942 im Konvoi MW 10 von Alexandria nach Malta durch Luftangriff beschädigt, in Schlepp genommen, beim Anlaufen von Grand Harbour auf Mine gelaufen, vor Malta gesunken bei späterem Bergungsversuch gekentert und aufgegeben, am 14. August 1950 im gekenterten Zustand gehoben, Aufbau entfernt und an Leopoldo Rodrigues aus Malta veräußert, nach Messina geschleppt und im gekenterten Zustand auf Grund gesetzt, 1952 an Navigazione Libera Triestina aus Trieste verkauft, nach Taranto geschleppt und für geplanten Wiederaufbau wieder aufgerichtet, 1954 schließlich in San Marco, Trieste verschrottet |
| Glengyle    | Caledon Shipbuilding / 372                        | 5132004    | 18. Juli 1939 19. Oktober 1939    | Glen Line               | Bei Fertigstellung von der Admiralität übernommen und bis 6. April 1941 zum schnellen Flottenversorger umgebaut, bis 10. September 1941 erneuter Umbau zum Infantry Assault Ship, im Mittelmeer eingesetzt und ab 17. Juli 1946 bei Vickers-Armstrongs zum Handelsschiff zurückgebaut, am 3. März 1948 zurück zur Glen Line, im Oktober 1970 zur Ocean Steam Ship Company und in Deucalion umbenannt, 1971 zur Verschrottung an Tung Cheng Steel and Iron Works in Kaohsiung veräußert und dort ab 9. August 1971 verschrottet |
| Glenorchy   | Taikoo Dockyard / 277                             | keine      | Mai 1939 Dezember 1939            | Glen Line               | Am 13. August 1942, fünf Seemeilen nordwestlich des Leuchtturms von Kelibia durch ein deutsches Schnellboot versenkt |
| Glengarry   | Burmeister and Wain / 643                         | 5131995    | 6. November 1939 Mai 1940         | Glen Line               | Nach dem Einmarsch deutscher Truppen in Dänemark beschlagnahmt und als Meersburg von der Hamburg-Amerika Linie bereedert. Zunächst U-Bootdepotschiff, von 1942/43 bei Wilton-Fijenoord in Rotterdam und bei Blohm + Voss in Hamburg zum Handelsstörkreuzer Hansa (Schiff 5) umgebaut, als Schulschiff genutzt. Am 4. Mai 1945 in Kiel an alliierte Truppen übergeben, an das Ministry of War Transport übertragen und in Empire Humber umbenannt, 1946 zurück zur Glen Line und in Glengarry zurückbenannt, im August 1970 zur Ocean Steam Ship Company und in Dardanus umbenannt, im Januar 1971 zurück zur Glen Line und für die letzte Reise nach Sakaide wieder in Glengarry zurückbenannt, am 10. Februar 1971 mit der Vereinbarung zur erneuten Umbenennung in Dardanus an Mitsui and Company übergeben, ab 1. März 1971 bei der Miyayi Salvage Corporation in Tadaju verschrottet |
| Glenartney  | Caledon Shipbuilding / 373                        | keine      | 27. Dezember 1939 1940            | Glen Line               | Im Januar 1967 auf Abbruch an Seibu Koygo K. K. verkauft und ab 1. April 1967 in Onomichi verschrottet |
| Priam       | Caledon Shipbuilding / 367                        | 5132080    | 25. Juni 1941 1941                | Ocean Steamship Company | 1940 auf dem Helgen von der Admiralität übernommen und für den Umbau zum Geleitflugzeugträger vorgesehen, 1941 ohne Umbau an die Ocean Steamship Company zurückgegeben und fertiggestellt, am 20. Oktober 1948 zur Glen Line und in Glenorchy umbenannt, 1970 zur Ocean Steamship Company und in Phemius umbenannt, 1971 auf Abbruch an die Tung Cheng Steel & Iron Works in Kaohsiung veräußert, am 27. April 1971 dort eingetroffen und vom 20. Juni bis 2. August 1971 verschrottet |
| Telemachus  | Caledon Shipbuilding / -                          | keine      | 1942 15. September 1942           | Ocean Steamship Company | Im Februar 1941 auf dem Helgen vom Ministry of Transport übernommen und in Empire Activity umbenannt, vor Fertigstellung im Januar 1942 von der Admiralität übernommen und bis zum 15. September 1942 zum Geleitflugzeugträger HMS Activity umgebaut, zunächst als Landetrainingsschiff und ab 1943 im Geleit von Konvois über den Nordatlantik und nach Russland genutzt, im April 1944 versenkten ihre Flugzeuge während eines Geleits drei deutsche U-Boote, 1945 transportierte sie Flugzeuge und Ersatzteile zur British Pacific Fleet, im Dezember 1945 aus dem Navydienst genommen und im Mai 1946 zur Glen Line, bis September 1947 bei Palmers in Hebburn-on-Tyne zum Handelsschiff zurückgebaut und in Breconshire zurückbenannt, am 20. April 1967 letzte Reise von Kobe nach Mihara, ab Mai 1967 bei Ataka & Company in Etajima verschrottet |